# ووهلتورف
ووهلتورف (به آلمانی: Wohltorf) یک شهر در آلمان است که در هرتسوگتوم لاونبورگ واقع شده‌است.
 ووهلتورف  ۳۶۶ نفر جمعیت دارد.